# Plavání na mistrovství světa v plaveckých sportech 1991
Závody v plavání v olympijském 50 m bazénu na mistrovství světa v plaveckých sportech za rok 1990 proběhly v Perthu, Austrálie ve dnech 3. až 13. ledna 1991.

## Výsledky

### Individuální disciplíny
| Muži                 | Zlato                        | Zlato    | Stříbro                                             | Stříbro  | Bronz                     | Bronz    |
| -------------------- | ---------------------------- | -------- | --------------------------------------------------- | -------- | ------------------------- | -------- |
| 50 m volný způsob    | Thomas Jager (USA)           | 22,16    | Matthew Biondi (USA)                                | 22,26    | Gennadij Prigoda (URS)    | 22,62    |
| 100 m volný způsob   | Matthew Biondi (USA)         | 49,18    | Tommy Werner (SWE)                                  | 49,63    | Giorgio Lamberti (ITA)    | 49,82    |
| 200 m volný způsob   | Giorgio Lamberti (ITA)       | 1:47,27  | Steffen Zesner (GER)                                | 1:48,28  | Artur Wojdat (POL)        | 1:48,70  |
| 400 m volný způsob   | Jörg Hoffmann (GER)          | 3:48,04  | Stefan Pfeiffer (GER)                               | 3:48,86  | Artur Wojdat (POL)        | 3:49,67  |
| 1500 m volný způsob  | Jörg Hoffmann (GER)          | 14:50,36 | Kieren Perkins (AUS)                                | 14:50,58 | Stefan Pfeiffer (GER)     | 14:59,34 |
| 100 m znak           | Jeffrey Rouse (USA)          | 55,23    | Mark Tewksbury (CAN)                                | 55,29    | Martín López-Zubero (ESP) | 55,61    |
| 200 m znak           | Martín López-Zubero (ESP)    | 1:59,52  | Stefano Battistelli (ITA)                           | 1:59,98  | Vladimir Selkov (URS)     | 2:00,33  |
| 100 m motýlek        | Anthony Nesty (SUR)          | 53,29    | Michael Gross (GER)                                 | 53,31    | Vladislav Kulikov (URS)   | 53,74    |
| 200 m motýlek        | Melvin Stewart (USA)         | 1:55,69  | Michael Gross (GER)                                 | 1:56,78  | Tamás Darnyi (HUN)        | 1:58,25  |
| 100 m prsa           | Norbert Rózsa (HUN)          | 1:01,45  | Adrian Moorhouse (GBR)                              | 1:01,58  | Gianni Minervini (ITA)    | 1:01,74  |
| 200 m prsa           | Michael Barrowman (USA)      | 2:11,23  | Norbert Rózsa (HUN)                                 | 2:12,03  | Nicholas Gillingham (GBR) | 2:13,12  |
| 200 m polohový závod | Tamás Darnyi (HUN)           | 1:59,36  | Eric Namesnik (USA)                                 | 2:01,87  | Christian Geßner (GER)    | 2:02,36  |
| 400 m polohový závod | Tamás Darnyi (HUN)           | 4:12,36  | Eric Namesnik (USA)                                 | 4:15,21  | Stefano Battistelli (ITA) | 4:16,50  |
| Ženy                 | Zlato                        | Zlato    | Stříbro                                             | Stříbro  | Bronz                     | Bronz    |
| 50 m volný způsob    | Čuang Jung (CHN)             | 25,47    | Catherine Plewinská (FRA) Leigh-Ann Fetterová (USA) | 25,50    | —                         | —        |
| 100 m volný způsob   | Nicole Haislettová (USA)     | 55,17    | Catherine Plewinská (FRA)                           | 55,31    | Čuang Jung (CHN)          | 55,65    |
| 200 m volný způsob   | Hayley Lewisová (AUS)        | 2:00,48  | Janet Evansová (USA)                                | 2:00,67  | Mette Jacobsenová (DEN)   | 2:00,93  |
| 400 m volný způsob   | Janet Evansová (USA)         | 4:08,63  | Hayley Lewisová (AUS)                               | 4:09,40  | Suzu Čibaová (JPN)        | 4:11,44  |
| 800 m volný způsob   | Janet Evansová (USA)         | 8:24,05  | Grit Müllerová (GER)                                | 8:30,20  | Jana Henkeová (GER)       | 8:30,31  |
| 100 m znak           | Krisztina Egerszegiová (HUN) | 1:01,78  | Tünde Szabóová (HUN)                                | 1:01,98  | Jane Wagstaffová (USA)    | 1:02,17  |
| 200 m znak           | Krisztina Egerszegiová (HUN) | 2:09,15  | Dagmar Haseová (GER)                                | 2:12,01  | Jane Wagstaffová (USA)    | 2:13,14  |
| 100 m motýlek        | Čchien Chung (CHN)           | 59,68    | Wang Siao-chung (CHN)                               | 59,81    | Catherine Plewinská (FRA) | 59,88    |
| 200 m motýlek        | Summer Sandersová (USA)      | 2:09,24  | Rie Šitóová (JPN)                                   | 2:11,06  | Hayley Lewisová (AUS)     | 2:11,09  |
| 100 m prsa           | Linley Frameová (AUS)        | 1:08,81  | Jana Dörriesová (GER)                               | 1:09,35  | Jelena Volkovová (URS)    | 1:09,66  |
| 200 m prsa           | Jelena Volkovová (URS)       | 2:29,53  | Linley Frameová (AUS)                               | 2:30,02  | Jana Dörriesová (GER)     | 2:30,14  |
| 200 m polohový závod | Lin Li (CHN)                 | 2:13,40  | Summer Sandersová (USA)                             | 2:14,06  | Daniela Hungerová (GER)   | 2:16,16  |
| 400 m polohový závod | Lin Li (CHN)                 | 4:41,45  | Hayley Lewisová (AUS)                               | 4:41,46  | Summer Sandersová (USA)   | 4:43,41  |

### Štafety
| Muži                   | Zlato | Zlato   | Stříbro | Stříbro | Bronz | Bronz   |
| ---------------------- | --- | ------- | --- | ------- | --- | ------- |
| 4×100 m volný způsob   | USA (USA) (Thomas Jager, Brent Lang, Douglas Gjertsen, Matthew Biondi, (r)Troy Dalbey) | 3:17,15 | Německo (GER) (Peter Sitt, Dirk Richter, Steffen Zesner, Bengt Zikarsky, (r)Nils Rudolph, (r)Christian Tröger)                                                                | 3:18,88 | Sovětský svaz (URS) (Gennadij Prigoda, Iurie Bașcatov, Veniamin Tajanovič, Volodymyr Tkačenko, (r)Alexej Borislavskij)                                                           | 3:18,97 |
| 4×200 m volný způsob   | Německo (GER) (Peter Sitt, Steffen Zesner, Stefan Pfeiffer, Michael Gross, (r)Jochen Bruha, (r)Christian Tröger)                                                                           | 7:13,50 | USA (USA) (Troy Dalbey, Melvin Stewart, Daniel Jorgensen, Douglas Gjertsen, (r)Paul Robinson)                                                                                 | 7:14,87 | Itálie (ITA) (Emanuele Idini, Roberto Gleria, Stefano Battistelli, Giorgio Lamberti, (r)Bruno Zorzan)                                                                            | 7:17,18 |
| 4×100 m polohový závod | USA (USA) (Jeffrey Rouse, Eric Wunderlich, Mark Henderson, Matthew Biondi, (r)Scott Johnson, (r)Michael Barrowman, (r)Bart Pippenger, (r)Brent Lang)                                       | 3:39,66 | Sovětský svaz (URS) (Vladimir Šemetov, Dmitrij Volkov, Vladislav Kulikov, Veniamin Tajanovič, (r)Vladimir Selkov, (r)Vadim Alexejev, (r)Vjačeslav Novikov, (r)Iurie Bașcatov) | 3:40,41 | Německo (GER) (Frank Hoffmeister, Christian Poswiat, Michael Gross, Dirk Richter, (r)Christian Poswiat, (r)Thilo Haase, (r)Bengt Zikarsky)                                       | 3:42,13 |
| Ženy                   | Zlato | Zlato   | Stříbro | Stříbro | Bronz | Bronz   |
| 4×100 m volný způsob   | USA (USA) (Nicole Haislettová, Julie Cooperová, Whitney Hedgepethová, Jennifer Thompsonová, (r)Lynn Kohlová, (r)Ashley Tappinová, (r)Whitney Hedgepethová)                                 | 3:43,26 | Německo (GER) (Simone Osygusová, Kerstin Kielgaßová, Karin Seicková, Manuela Stellmachová, (r)Katrin Meißnerová, (r)Daniela Hungerová)                                        | 3:44,37 | Nizozemsko (NED) (Mildred Muisová, Inge de Bruijnová, Marianne Muisová, Karin Brienesseová, (r)Emile van de Plaatsová, (r)Manon Masseursová)                                     | 3:45,05 |
| 4×200 m volný způsob   | Německo (GER) (Kerstin Kielgaßová, Manuela Stellmachová, Dagmar Haseová, Stephanie Ortwigová, (r)Katrin Meißnerová, (r)Svenja Schlichtová)                                                 | 8:02,56 | Nizozemsko (NED) (Marianne Muisová, Manon Masseursová, Mildred Muisová, Karin Brienesseová, (r)Emile van de Plaatsová)                                                        | 8:05,97 | Dánsko (DEN) (Gitta Jensenová, Berit Puggaardová, Annette Poulsenová, Mette Jacobsenová)                                                                                         | 8:07,20 |
| 4×100 m polohový závod | USA (USA) (Jane Wagstaffová, Tracey McFarlaneová, Christine Ahmannová-Leightonová, Nicole Haislettová, (r)Jodi Wilsonová, (r)Tori DeSilvaová, (r)Julie Gormanová, (r)Jennifer Thompsonová) | 4:06,51 | Austrálie (AUS) (Nicole Livingstoneová, Linley Frameová, Susan O'Neillová, Karen Van Wirdumová, (r)Johanna Griggsová)                                                         | 4:08,04 | Německo (GER) (Svenja Schlichtová, Jana Dörriesová, Susanne Müllerová, Manuela Stellmachová, (r)Dagmar Haseová, (r)Alexandra Hänelová, (r)Katrin Jäkeová, (r)Kerstin Kielgaßová) | 4:10,50 |

## Medailová bilance
V plavání se rozdělilo celkem 32 sad medailí.
| Pořadí | Stát                     |       | Muži    | Muži  | Muži  |         | Ženy  | Ženy  | Ženy    |       | Muži + Ženy | Muži + Ženy | Muži + Ženy | Celkem |
| Pořadí | Stát                     | Zlato | Stříbro | Bronz | Zlato | Stříbro | Bronz | Zlato | Stříbro | Bronz |             |             |             | Celkem |
| ------ | ------------------------ | ----- | ------- | ----- | ----- | ------- | ----- | ----- | ------- | ----- | ----------- | ----------- | ----------- | ------ |
| 1.     | USA (USA)                |       | 7       | 4     | 0     |         | 6     | 3     | 3       |       | 13          | 7           | 3           | 23     |
| 2.     | Maďarsko (HUN)           |       | 3       | 1     | 1     |         | 2     | 1     | 0       |       | 5           | 2           | 1           | 8      |
| 3.     | Německo (GER)            |       | 3       | 5     | 3     |         | 1     | 4     | 4       |       | 4           | 9           | 7           | 20     |
| 4.     | Čína (CHN)               |       | 0       | 0     | 0     |         | 4     | 1     | 1       |       | 4           | 1           | 1           | 6      |
| 5.     | Austrálie (AUS)          |       | 0       | 1     | 0     |         | 2     | 4     | 1       |       | 2           | 5           | 1           | 8      |
| 6.     | Sovětský svaz (URS)      |       | 0       | 1     | 4     |         | 1     | 0     | 1       |       | 1           | 1           | 5           | 7      |
| 7.     | Itálie (ITA)             |       | 1       | 1     | 4     |         | 0     | 0     | 0       |       | 1           | 1           | 4           | 6      |
| 8.     | Španělsko (ESP)          |       | 1       | 0     | 1     |         | 0     | 0     | 0       |       | 1           | 0           | 1           | 2      |
| 9.     | Surinam (SUR)            |       | 1       | 0     | 0     |         | 0     | 0     | 0       |       | 1           | 0           | 0           | 1      |
| 10.    | Francie (FRA)            |       | 0       | 0     | 0     |         | 0     | 2     | 1       |       | 0           | 2           | 1           | 3      |
| 11.    | Nizozemsko (NED)         |       | 0       | 0     | 0     |         | 0     | 1     | 1       |       | 0           | 1           | 1           | 2      |
| 11.    | Spojené království (GBR) |       | 0       | 1     | 1     |         | 0     | 0     | 0       |       | 0           | 1           | 1           | 2      |
| 11.    | Japonsko (JPN)           |       | 0       | 0     | 0     |         | 0     | 1     | 1       |       | 0           | 1           | 1           | 2      |
| 14.    | Kanada (CAN)             |       | 0       | 1     | 0     |         | 0     | 0     | 0       |       | 0           | 1           | 0           | 1      |
| 14.    | Švédsko (SWE)            |       | 0       | 1     | 0     |         | 0     | 0     | 0       |       | 0           | 1           | 0           | 1      |
| 16.    | Dánsko (DEN)             |       | 0       | 0     | 0     |         | 0     | 0     | 2       |       | 0           | 0           | 2           | 2      |
| 16.    | Polsko (POL)             |       | 0       | 0     | 2     |         | 0     | 0     | 0       |       | 0           | 0           | 2           | 2      |
| Celkem | Celkem                   |       | 16      | 16    | 16    |         | 16    | 16    | 16      |       | 32          | 32          | 32          | 96     |